# Katolički list zagrebački
Katolički list zagrebački bio je hrvatski katolički tjednik. U impressumu se vodio kao crkveno-pastoralni časopis. ISSN je 1334-4331.
List je izlazio od 6. siječnja 1849. godine sve do 28. prosinca 1850. u Zagrebu. Tiskao se u tiskarnici Ljudevita Gaja.
Tekstovi u Katoličkom listu zagrebačkom bili su na hrvatskom i na latinskom.
List je nastavio izlaziti kao Zagrebački katolički list.

## Urednici
Urednici su bili Nikola Horvat i Stjepan Muzler.